# Bonnay (Somme)
Pour les articles homonymes, voir Bonnay.
Bonnay est une commune française située dans le département de la Somme en région Hauts-de-France.

## Géographie

### Localisation

#### Communes limitrophes
| Lahoussoye | Franvillers |        |
| Corbie     | Bonnay      | Heilly |
|            | Corbie      |        |

### Nature du sol et du sous-sol
Le sol et le sous-sol de la commune sont de formation quaternaire. Sous une mince couche de terre végétale le calcaire apparaît sur les pentes. Le plateau est formé de glaise et d'argile à silex. Le sol de la vallée est composé de tourbe qui alterne avec des couches de glaise et de marne.

### Relief, paysage, végétation
Le paysage de la commune est celui d'un plateau entaillé par une vallée composée de la ramification de deux vallons. L'altitude varie de 41 m pour le point le plus bas, à 101 m, au nord, sur la montagne de Lahoussoye.

### Hydrographie

#### Réseau hydrographique
La commune est située dans le bassin Artois-Picardie. Elle est drainée par l'Ancre et la Boulangerie.
L'Ancre, d'une longueur de 37 km, prend sa source dans la commune de Miraumont et se jette  dans la Somme canalisée à Aubigny, après avoir traversé 21 communes. Les caractéristiques hydrologiques de l'Ancre sont données par la station hydrologique située sur la commune. Le débit moyen mensuel est de 2,44 m3/s. Le débit moyen journalier maximum est de 6,9 m3/s, atteint lors de la crue du 4 avril 2024. Le débit instantané maximal est quant à lui de 7,14 m3/s, atteint le même jour.
Plusieurs fontaines ou sources se glissent sous la couche de glaise et confluent dans l'Ancre. En 1848, un canal de dessèchement a été construit entre Heilly et Bonnay. A 800 m avant sa confluence avec l'Ancre, il passe sous le lit de la rivière au moyen d'une buse.

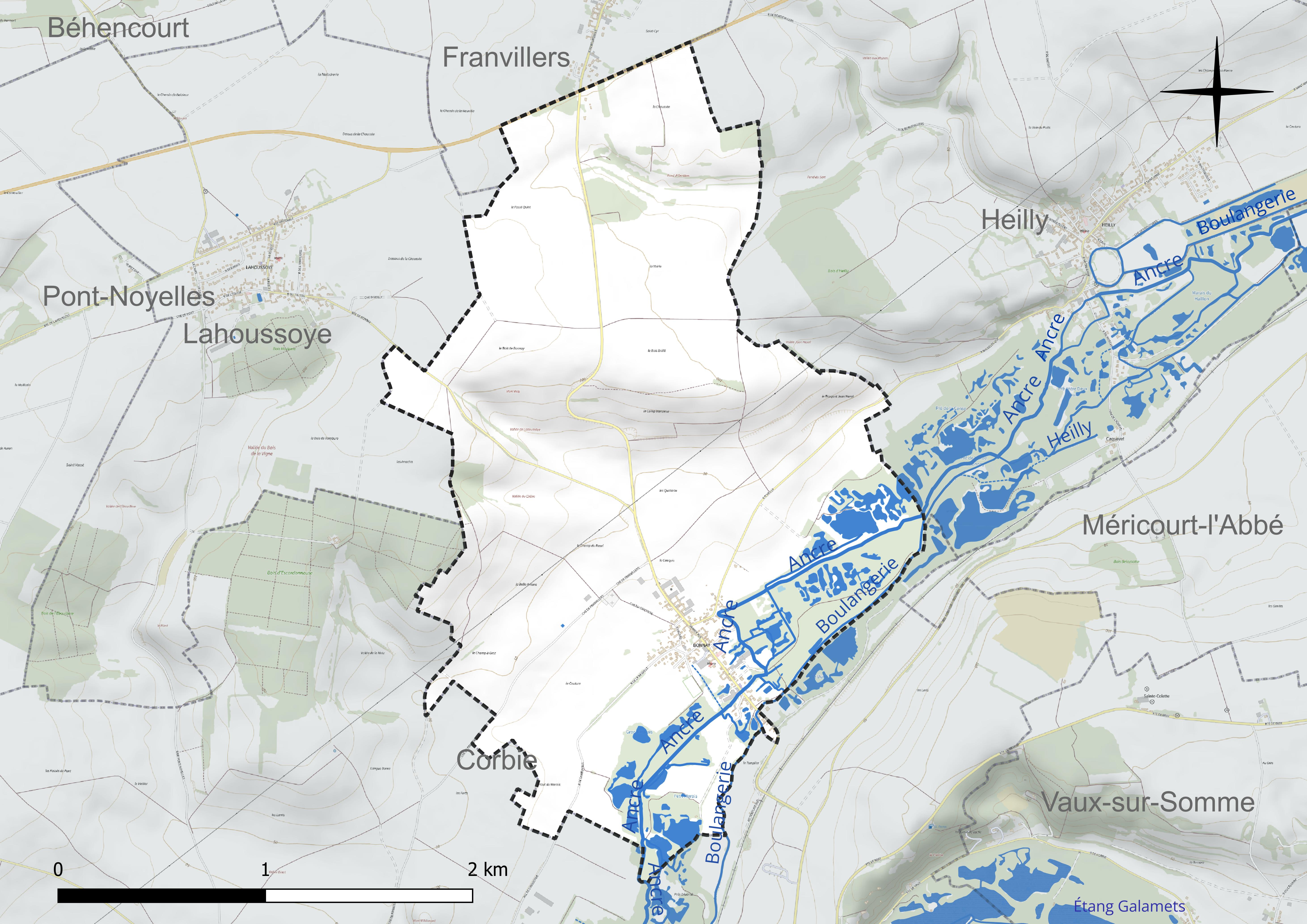
Réseau hydrographique de Bonnay.

Un plan d'eau complète le réseau hydrographique : l'étang du Chalet (1,8 ha),.

#### Gestion et qualité des eaux
Le territoire communal est couvert par le schéma d'aménagement et de gestion des eaux (SAGE) « Somme aval et Cours d'eau côtiers ». Ce document de planification concerne un territoire de 1 835 km2 de superficie, délimité par le bassin versant de la Somme canalisée. Le périmètre a été arrêté le 29 avril 2010 et le SAGE proprement dit a été approuvé le 6 août 2019. La structure porteuse de l'élaboration et de la mise en œuvre est le syndicat mixte d'aménagement hydraulique du bassin versant de la Somme (AMEVA).
La qualité des cours d'eau peut être consultée sur un site dédié géré par les agences de l'eau et l'Agence française pour la biodiversité.

### Climat
Pour des articles plus généraux, voir Climat des Hauts-de-France et Climat de la Somme.
En 2010, le climat de la commune est de type climat océanique dégradé des plaines du Centre et du Nord, selon une étude du CNRS s'appuyant sur une série de données couvrant la période 1971-2000. En 2020, Météo-France publie une typologie des climats de la France métropolitaine dans laquelle la commune est exposée à un climat océanique et est dans la région climatique Nord-est du bassin Parisien, caractérisée par un ensoleillement médiocre, une pluviométrie moyenne régulièrement répartie au cours de l'année et un hiver froid (3 °C).
Pour la période 1971-2000, la température annuelle moyenne est de 10,6 °C, avec une amplitude thermique annuelle de 14,5 °C. Le cumul annuel moyen de précipitations est de 725 mm, avec 12,1 jours de précipitations en janvier et 8,5 jours en juillet. Pour la période 1991-2020, la température moyenne annuelle observée sur la station météorologique la plus proche, située sur la commune de Glisy à 10 km à vol d'oiseau, est de 11,1 °C et le cumul annuel moyen de précipitations est de 646,6 mm,. Pour l'avenir, les paramètres climatiques de la commune estimés pour 2050 selon différents scénarios d'émission de gaz à effet de serre sont consultables sur un site dédié publié par Météo-France en novembre 2022.

## Urbanisme

### Typologie
Au 1er janvier 2024, Bonnay est catégorisée commune rurale à habitat dispersé, selon la nouvelle grille communale de densité à sept niveaux définie par l'Insee en 2022.
Elle est située hors unité urbaine. Par ailleurs la commune fait partie de l'aire d'attraction d'Amiens, dont elle est une commune de la couronne,. Cette aire, qui regroupe 369 communes, est catégorisée dans les aires de 200 000 à moins de 700 000 habitants,.

### Occupation des sols
L'occupation des sols de la commune, telle qu'elle ressort de la base de données européenne d'occupation biophysique des sols Corine Land Cover (CLC), est marquée par l'importance des territoires agricoles (82 % en 2018), une proportion identique à celle de 1990 (82 %). La répartition détaillée en 2018 est la suivante : 
terres arables (82 %), zones humides intérieures (13,5 %), zones urbanisées (4,5 %). L'évolution de l'occupation des sols de la commune et de ses infrastructures peut être observée sur les différentes représentations cartographiques du territoire : la carte de Cassini (XVIIIe siècle), la carte d'état-major (1820-1866) et les cartes ou photos aériennes de l'IGN pour la période actuelle (1950 à aujourd'hui).

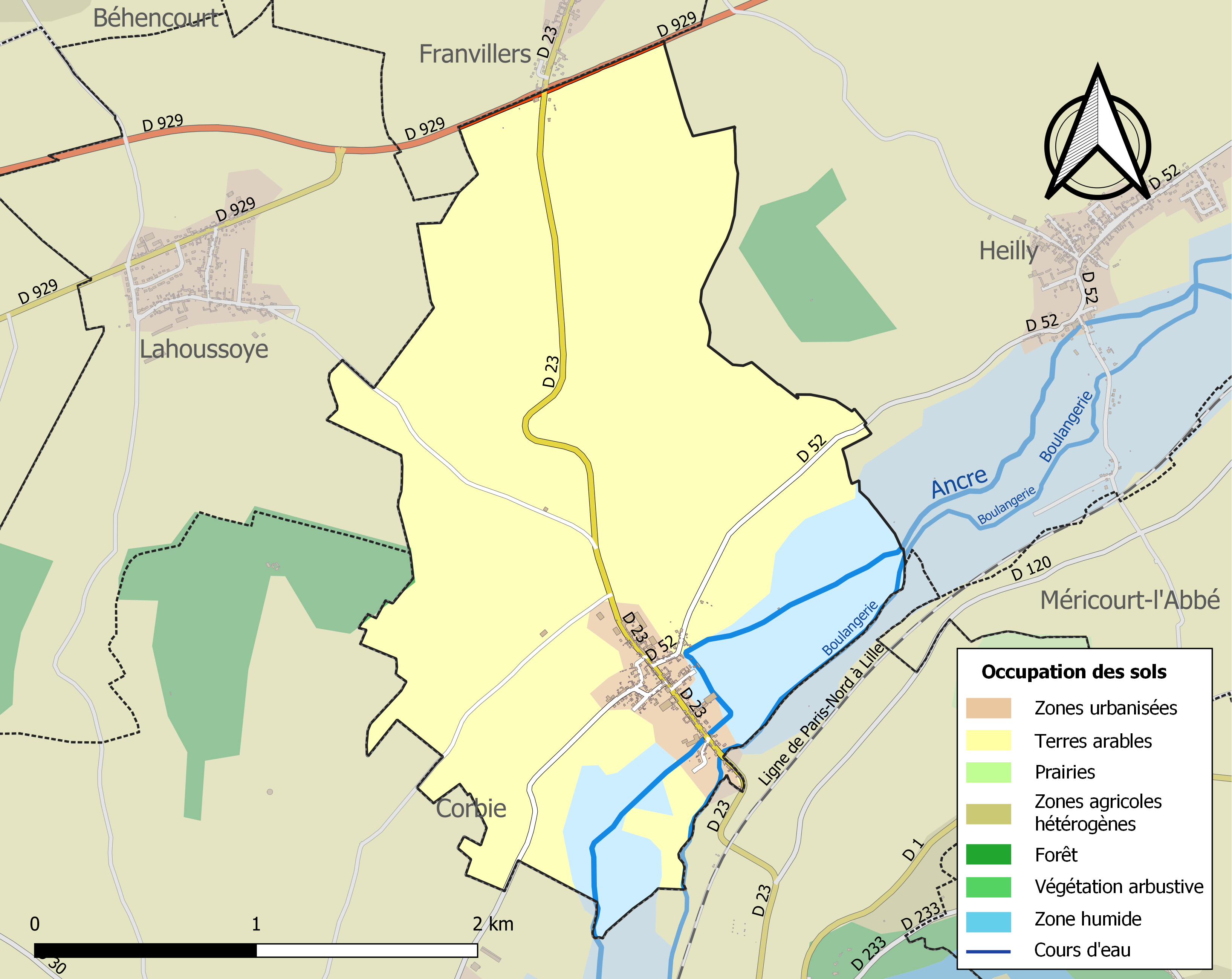
Carte des infrastructures et de l'occupation des sols de la commune en 2018 (CLC).

### Habitat
La commune de Bonnay présente un habitat groupé le long de l'Ancre et de la route de Doullens à Moreuil.

### Voies de communication et transports
- Transports en commun routiers : la localité est desservie par les lignes d'autocars du réseau interurbain Trans'80 Hauts-de-France (ligne no 37)[17].

## Toponymie
On trouve plusieurs formes pour désigner Bonnay dans les textes anciens : Bonaium en 1127 ; Bonoio[Quand ?] ; Bonnai en 1225 ; Bonayum en 1228 ; Bonnayum en 1229 ; Bonnay en 1247 ; Boumay en 1579 ; Bonnaye en 1662 ; Domye en 1638.

## Histoire

### Antiquité
On a retrouvé dans le courant du XIXe siècle, sur le territoire de la commune des monnaies, poteries et sarcophage de l'époque gallo-romaine.

### Moyen Âge
En 1127, la cure de Bonnay fut possession de l'abbé de Corbie.
En 1217, le chevalier Baudouin de Bonnay, se vit concéder par Jean, abbé de Corbie, une maison dite « fief de la monnaie de Corbie » à Marcelcave, avec droit d'y battre monnaie.
En 1247, Raoul d'Heilly accorda les droits de moyenne et basse justice de la vicomté de Bonnay à l'abbé de Corbie avec ferme, moulin, four banal, prés... L'abbé de Corbie étant également maître des eaux.
De 1370 à 1540, la vigne était cultivée sur le territoire de la commune.

### Époque moderne
1636, Bonnay subit les vicissitudes du siège de Corbie.
Dès 1680, les marais de Bonnay furent divisés en trois lots.

### Époque contemporaine

#### XIXe siècle
En 1816, la ville de Corbie revendiqua la possession des marais de Bonnay comme ancienne propriété de l'abbaye mais elle fut déboutée à plusieurs reprises par la justice.
En 1870-1871, les habitants de la commune durent payer un tribut de 6 000 francs à l'armée prussienne.

#### Première Guerre mondiale
Au début de la Première Guerre mondiale, Bonnay fut occupée par les Allemands de la fin août à début septembre 1914. La commune était, jusque 1918, située à l'arrière du front.
Au matin du 24 avril 1918, un bombardement allemand s'abattit dès quatre heures sur les lignes tenues par les Australiens. La bataille de Villers-Bretonneux commençait. Le bombardement dura sept heures, des obus à gaz furent tirés sur le village de Bonnay qui fut en grande partie détruit. Un obus tomba sur l'hôpital de la Croix rouge installé dans l'école communale faisant de nombreux morts. De nombreux soldats australiens furent tués alors qu'ils tentaient de se replier vers l'arrière. Certains des obus tombèrent dans l'Ancre provoquant des jets d'eau de plusieurs mètres. Le bataillon australien qui tenait le village eut de lourdes pertes : plus de quarante tués et soixante blessés. À la mi-journée le bombardement cessa. Le lendemain, un avion allemand survola les positions australiennes et tira des balles de mitrailleuses, les canons anti-aériens réduisirent l'avion au silence qui s'écrasa en flammes, tuant ses occupants. Le 27 avril, le calme revint dans Bonnay en ruine.

Le 28 octobre 1920, le ministre de la Guerre attribuait à la commune de Bonnay la citation suivante : 

« Le ministre de la guerre cite à l'ordre de l'armée la localité de Bonnay, du département de la Somme. Située dans la zone de bataille en 1918, a supporté courageusement de multiples et violents bombardements par canons et par avions qui l'ont en partie détruite. S'est signalée par la belle énergie morale dont elle a fait preuve, en dépit des misères et des dommages qu'elle a subis. »

Cette citation accompagnait l'attribution de la Croix de guerre 1914-1918 (France) à la commune de Bonnay.

#### Seconde Guerre mondiale

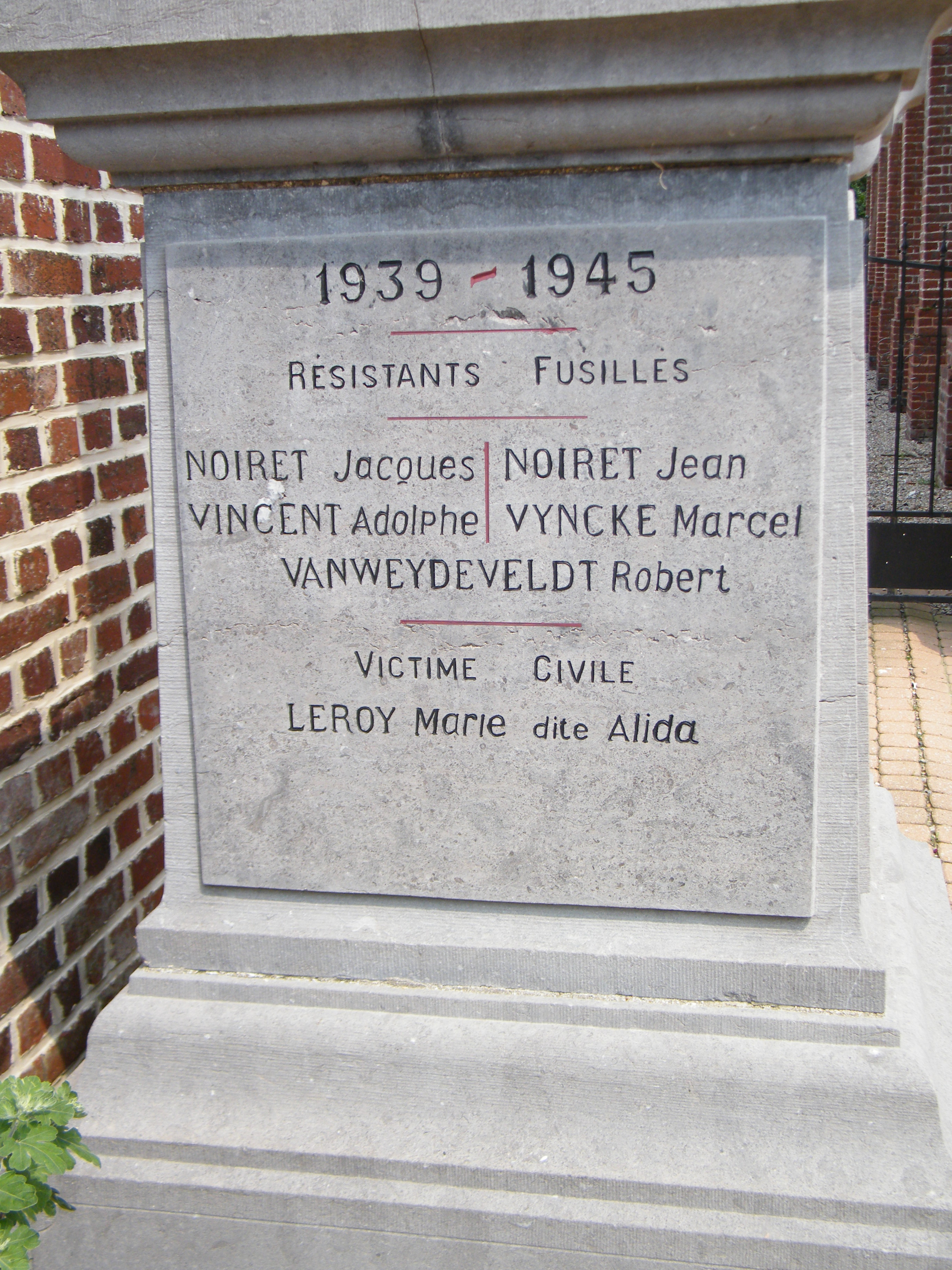

Pendant l'occupation allemande, une cantine militaire fut installée dans une ferme du village. À la suite du sabotage d'une moissonneuse appartenant à cette ferme, cinq résistants habitant à Bonnay furent arrêtés par les Allemands. Conduits à Amiens, ils furent exécutés dans la nuit du 28 au 29 août 1944. Leur cadavre fut retrouvé le 8 septembre 1944, au bois de Gentelles.

Le secrétaire d'État à la Guerre attribua la Croix de guerre 1939-1945 avec étoile de bronze à la commune de Bonnay ainsi qu'à d'autres communes de la Somme avec la citation suivante : 

« Pour les actes de courage, d'abnégation et de résistance face à l'occupation.
Pour les morts et les destructions suite aux violents combats de 1940 et les bombardements de 1944.
Pour les habitants fusillés ou déportés. »

## Politique et administration
| Période                                  | Période                      | Identité       | Étiquette | Qualité |
| ---------------------------------------- | ---------------------------- | -------------- | --------- | --- |
| Les données manquantes sont à compléter. |                              |                |           | |
| mars 2001                                | 2008                         | Michel Sellier |           | |
| mars 2008                                | En cours (au 8 octobre 2020) | Denis Demarcy  | EXG       | Ancien secrétaire de la mairie de Bonnay Vice-président de la CC du Val de Somme (2014→ ) Réélu pour le mandat 2014-2020, |

## Démographie
L'évolution du nombre d'habitants est connue à travers les recensements de la population effectués dans la commune depuis 1793. Pour les communes de moins de 10 000 habitants, une enquête de recensement portant sur toute la population est réalisée tous les cinq ans, les populations de référence des années intermédiaires étant quant à elles estimées par interpolation ou extrapolation. Pour la commune, le premier recensement exhaustif entrant dans le cadre du nouveau dispositif a été réalisé en 2004.

En 2022, la commune comptait 248 habitants, en évolution de +5,53 % par rapport à 2016 (Somme : −1,26 %, France hors Mayotte : +2,11 %).
| 1793 | 1800 | 1806 | 1821 | 1831 | 1836 | 1841 | 1846 | 1851 |
| ---- | ---- | ---- | ---- | ---- | ---- | ---- | ---- | ---- |
| 340  | 319  | 383  | 497  | 565  | 502  | 579  | 574  | 551  |

| 1856 | 1861 | 1866 | 1872 | 1876 | 1881 | 1886 | 1891 | 1896 |
| ---- | ---- | ---- | ---- | ---- | ---- | ---- | ---- | ---- |
| 551  | 562  | 456  | 441  | 408  | 377  | 387  | 355  | 333  |

| 1901 | 1906 | 1911 | 1921 | 1926 | 1931 | 1936 | 1946 | 1954 |
| ---- | ---- | ---- | ---- | ---- | ---- | ---- | ---- | ---- |
| 309  | 251  | 239  | 201  | 208  | 194  | 199  | 184  | 196  |

| 1962 | 1968 | 1975 | 1982 | 1990 | 1999 | 2004 | 2006 | 2009 |
| ---- | ---- | ---- | ---- | ---- | ---- | ---- | ---- | ---- |
| 242  | 222  | 206  | 202  | 215  | 251  | 260  | 265  | 245  |

| 2014 | 2019 | 2022 | - | - | - | - | - | - |
| ---- | ---- | ---- | - | - | - | - | - | - |
| 238  | 240  | 248  | - | - | - | - | - | - |

### Enseignement
Les enfants du village sont scolarisés dans le cadre d'un regroupement pédagogique concernant les communes de Bonnay, Lahoussoye et Franvillers.

## Activités associatives, culturelles, touristiques, festives et sportives
- Tous les deux ans, un spectacle de « Sons et lumières » est présenté courant juin.
- Une brocante est organisée lors de la fête locale[33].

## Activités économiques

### Commerces
- Le restaurant Le Val d'Ancre, restaurant gastronomique et traiteur, est situé dans la commune.

## Économie

### Activités économiques et de services
L'agriculture reste l'activité dominante de la commune qui offre peu d'activité commerciale hormis la présence d'un restaurant.

## Culture locale et patrimoine

### Lieux et monuments
- Église Saint-Vaast reconstruite au XIXe siècle, en style néogothique[34],[35].
- Cimetière militaire britannique (Bonnay Communal Cemetery Extension).

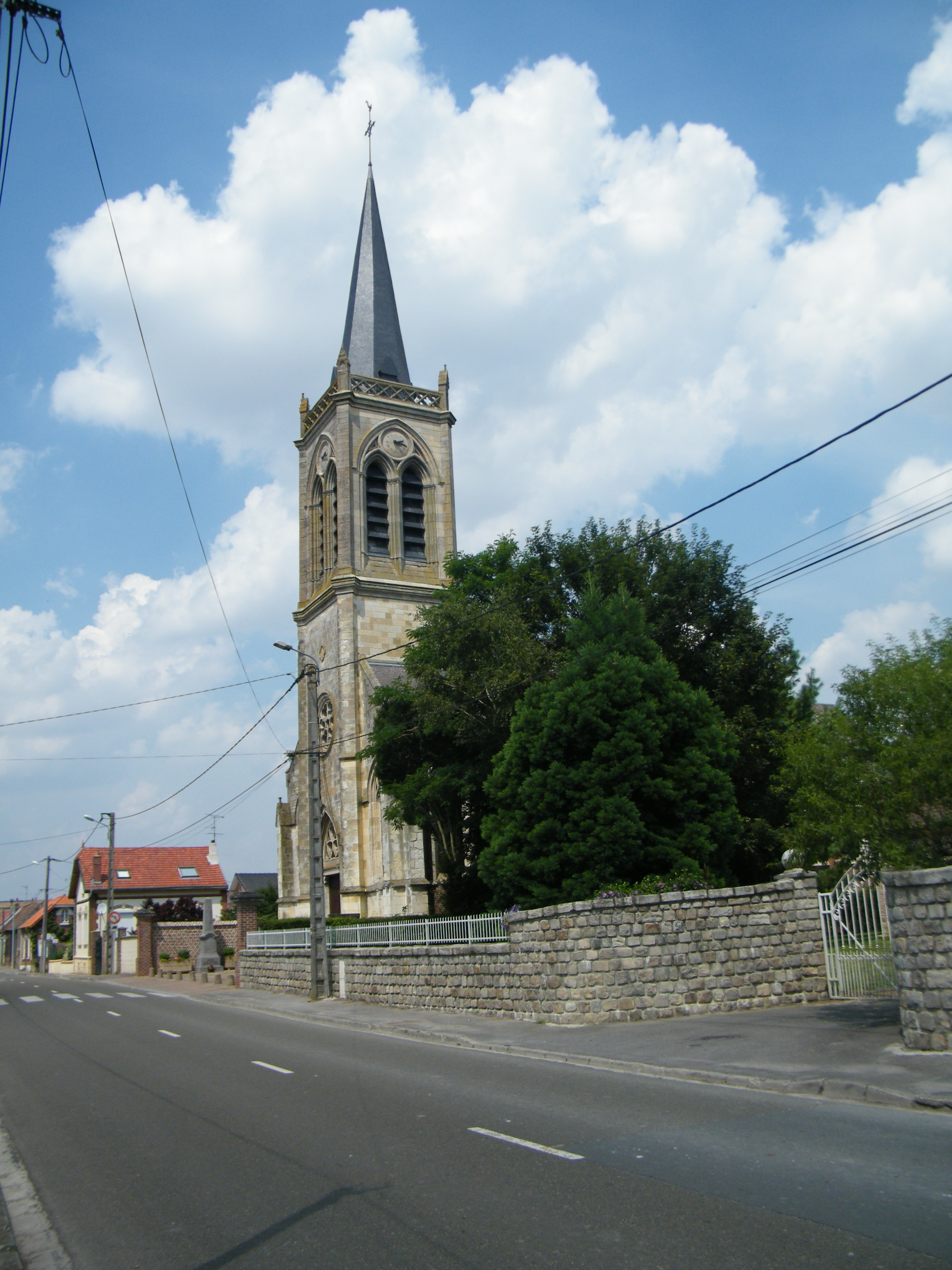
Église Saint-Vaast.
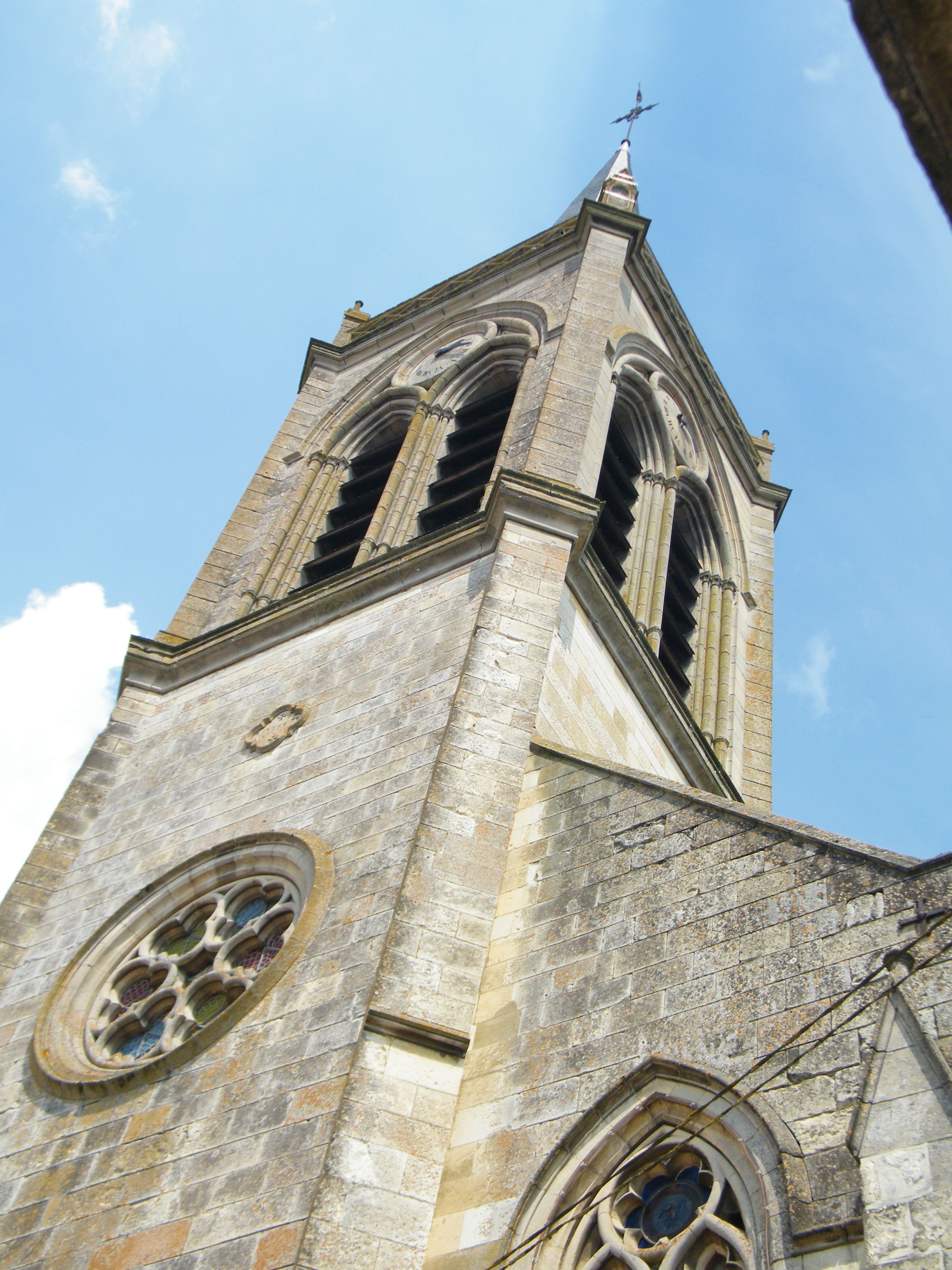
Autre vue de l'église.
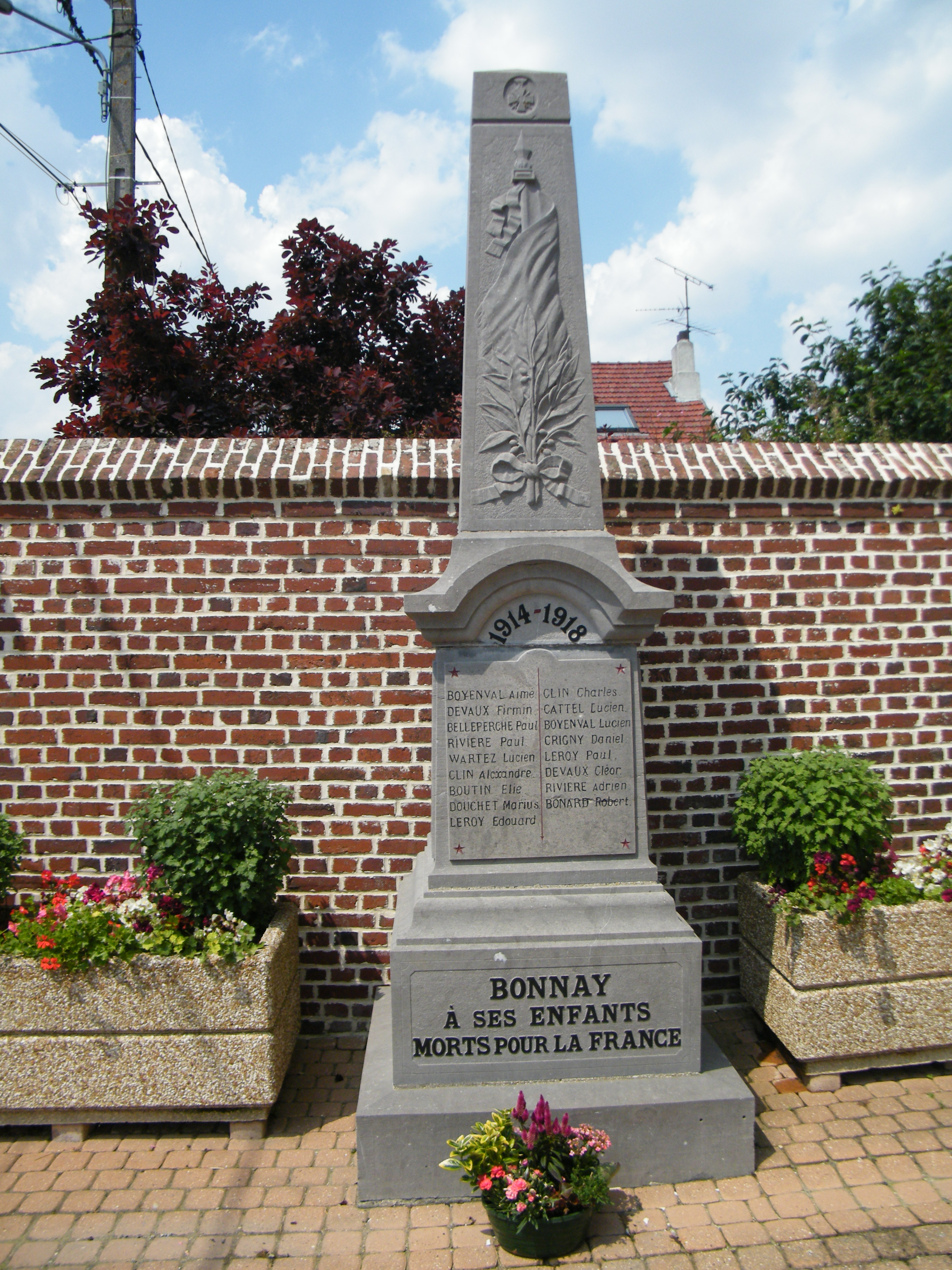
Monument aux morts.
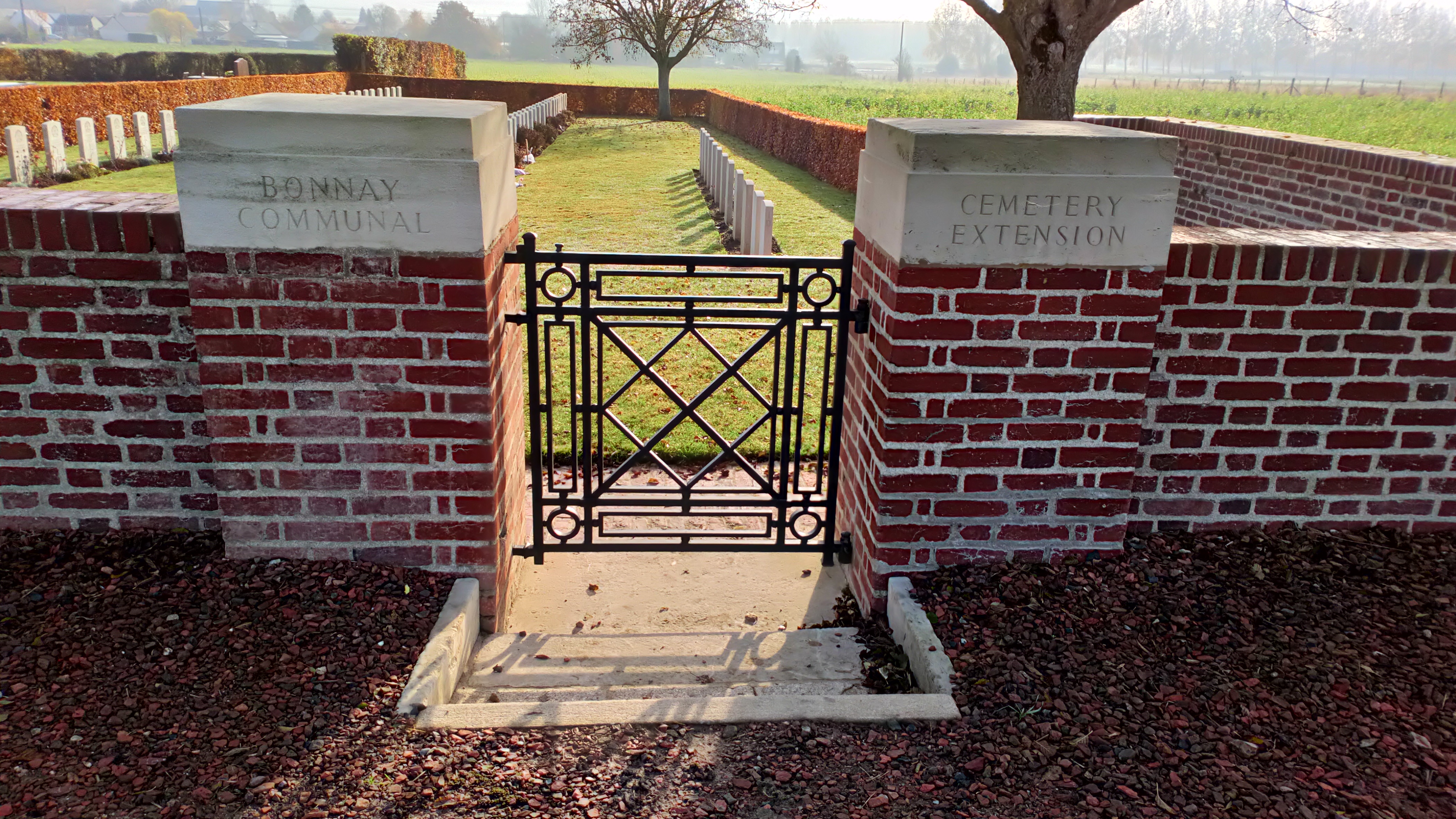
Cimetière militaire britannique.